# Ishania simplex
Ishania simplex là một loài nhện trong họ Zodariidae.
Loài này thuộc chi Ishania. Ishania simplex được Rudy Jocqué & Léon Baert miêu tả năm 2002.